# (22) Каллиопа
(22) Каллио́па (лат. Kalliope) — астероид главного пояса. Он был открыт 16 ноября 1852 года английским астрономом Джоном Хиндом в обсерватории Бишопа, Великобритания и назван в честь Каллиопы, музы эпической поэзии в древнегреческой мифологии.

## Орбитальные характеристики
Данный астероид расположен во внутренней части главного пояса на расстоянии 2,91 а. е. от Солнца. Поскольку он движется по практически круговой орбите с низким эксцентриситетом близким к 0,101, его расстояние от Солнца меняется довольно слабо, примерно от 391,404 млн км в перигелии до 479,282 млн км в афелии.
- Орбита астероида Каллиопа и его положение в Солнечной системе

Один оборот вокруг Солнца астероид совершает примерно за 1813,2 суток, что составляет чуть более 4,9 года.

## Физические характеристики
Каллиопа представляет собой слегка удлинённое тело асимметричной формы со средним диаметром 166,2±2,8 км, о чём свидетельствуют снимки, полученные с Very Large Telescope-телескопа в Европейской южной обсерватории. Этот новый диаметр, полученный при наблюдении взаимных затмений Каллиопы и Линуса, на 8% меньшего значения, полученного ранее инфракрасной орбитальной обсерваторией IRAS.
Спектр Каллиопы свидетельствует о её принадлежности к металлическим астероидам класса M, что указывает на наличие в её составе большого количества железо-никелевых пород. При возможной пористости астероида до 20-40%, средняя плотность астероида будет достигать довольно большого значения, около 4,2-5,8 г/см3. Однако подробные спектральные исследования показали наличие в породе астероида гидратированных минералов и силикатов, что свидетельствует о каменистом составе поверхности. Вдобавок Каллиопа имеет низкое значение альбедо, что совершенно не свойственно для металлических астероидов и потому не согласуется с чисто металлической поверхностью. Японский инфракрасный спутник Akari подтвердил наличие на Каллиопе гидратированных минералов.
Из-за значительного наклона — 103° — астероид Каллиопа имеет ретроградное вращение (в обратную сторону), по сравнению с большинством тел Солнечной системы.

## Спутник
Астероид Каллиопа имеет один естественный спутник, который был обнаружен астрономами Майклом Брауном и Жан-Люком Марго 29 августа 2001 года и назван Линус в честь Лина, сына Каллиопы. Линус имеет довольно большие размеры для спутника астероида (около 28 км в диаметре), так что даже будь он самостоятельным астероидом, он всё равно был бы относительно крупным телом. Спутник расположен в 1100 км от центра Каллиопы, что составляет примерно 3,2 радиуса астероида.